# Flöjtprincipal
Flöjtprincipal är en orgelstämma av typen principalstämmor som är 8´. Den tillhör kategorin labialstämmor. På grund av sin vidare mensur än principalen och ibland smalare labium, så har den en mjukare klang.